# Кара-Су (приток Аракса)
Кара-Су, также Карасу́ (перс. قره‌سو‎) — самая полноводная река остана Ардебиль в Иране, правый приток Аракса (бассейн Куры). Берёт исток на западных склонах Талышских гор, восточнее города Ардебиль, на границе с останом Гилян. Принимает левые притоки Куручай (قوری‌چای) и Балыклычай. Течёт первоначально на северо-запад по территории остана Ардебиль, севернее хребта Себелан. Принимает левый приток Ахар, затем поворачивает на север и течёт по территории остана Восточный Азербайджан, восточнее хребта Карадаг, затем снова по территории остана Ардебиль. Впадает в Аракс на границе с Азербайджаном, юго-восточнее города Физули, западнее города Асландуз.
Тюркский топоним Кара-Су (Карасу) означает «чёрная вода».